# パルティア戦争
パルティア戦争（パルティアせんそう、英: Roman–Parthian Wars）は、古代ローマとアルサケス朝パルティアとの間で戦われた戦争を指す。8度に渡って干戈を交えた。

## 年表
- 第一次パルティア戦争 ： 紀元前53年、マルクス・リキニウス・クラッススによる遠征。カルラエの戦いでパルティアが勝利を収めた。
- 第二次パルティア戦争（英語版） ： 紀元前39年、マルクス・アントニウスによる遠征。
- 第三次パルティア戦争 ： 紀元2年、アルメニア領有を巡りアルタバヌス2世が仕掛けた戦争。
- 第四次パルティア戦争（英語版） ： 58年から63年頃まで。ローマはグナエウス・ドミティウス・コルブロが指揮。
- 第五次パルティア戦争 ： 113年からのトラヤヌス帝による親征で、ローマ軍はクテシフォンを陥落させた。
- 第六次パルティア戦争（英語版） ： 161年、ヴォロガセス4世によるローマ属州シリアへの侵攻。
- 第七次パルティア戦争（英語版） ： 194年から198年までのセプティミウス・セヴェルス帝とヴォロガセス5世との戦い。
- 第八次パルティア戦争（英語版） ： 217年、カラカラ帝率いるローマ軍をアルタバヌス4世が撃退した戦い。